# Ilica 1
Ilica 1 är en 70 m hög byggnad vid Ban Jelačićs torg och gatan Ilica i Zagreb i Kroatien. Byggnadens adress är Ilica 1 vilket den även är uppkallad efter.   

## Smeknamn
Utöver namnet Ilica 1 kallas byggnaden även för Ilicas skyskrapa (kroatiska: Ilički neboder), Skyskrapan vid Ilica (Neboder u Ilici) eller Skyskrapan (Neboder). Dess smeknamn som antyder att byggnaden är en skyskrapa har sitt ursprung i att den var den högsta byggnaden i landet då den uppfördes.

## Historik
Byggnaden uppfördes 1957-1958 enligt ritningar av trion Slobodan Jovičić, Josip Hitil och Ivan Žuljević. Den officiella invigningen hölls den 22 augusti 1959. Vid invigningen var den det dåvarande Jugoslaviens högsta byggnad och den första byggnaden med en fasad i aluminium. Byggnaden genomgick renovering 2006-2008 varpå de ursprungliga klara glasen byttes ut mot gråtonade.

## Zagreb Eye
Under renoveringen 2006-2008 stängdes observationsdäcket på byggnadens högsta våning. 2013 öppnades observationsdäcket under namnet Zagreb Eye och allmänheten har sedan dess återigen tillträde till  observationsdäcket som erbjuder besökare en vidsträckt vy över Zagreb.